# Salami

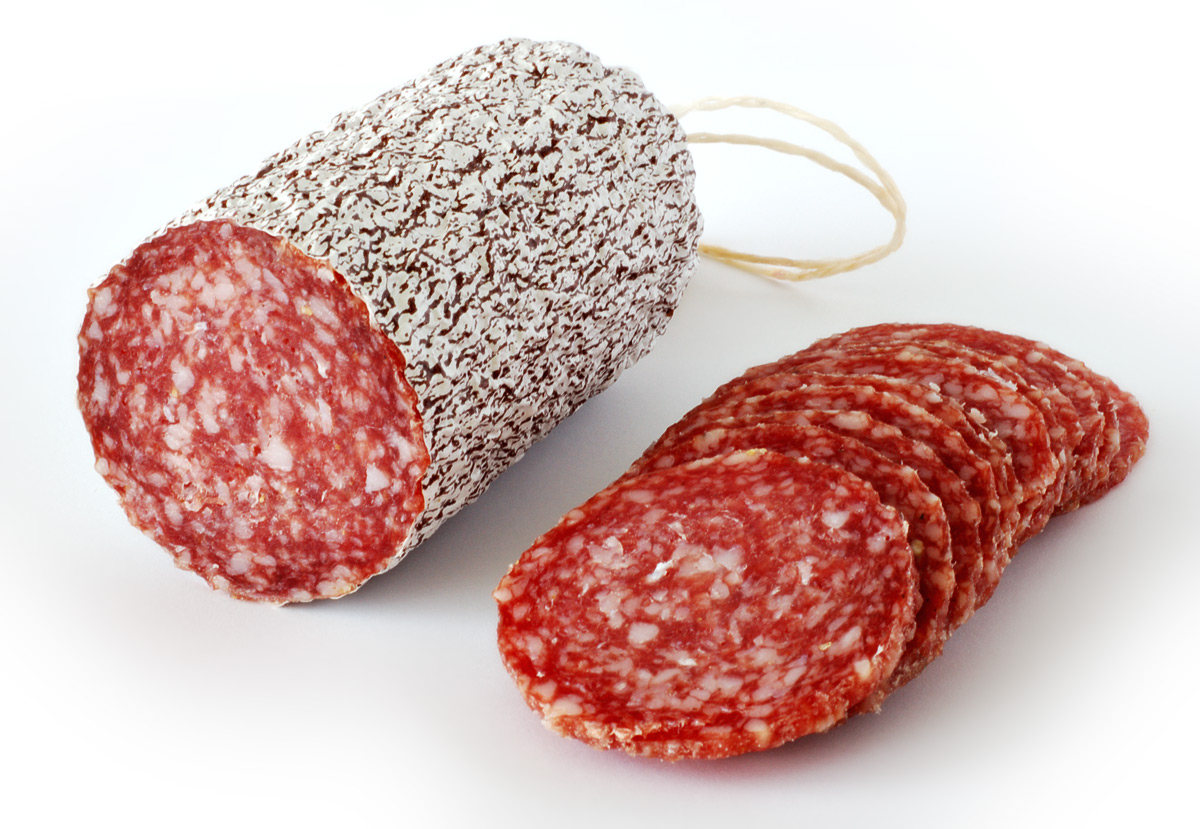
Salami mùa đông

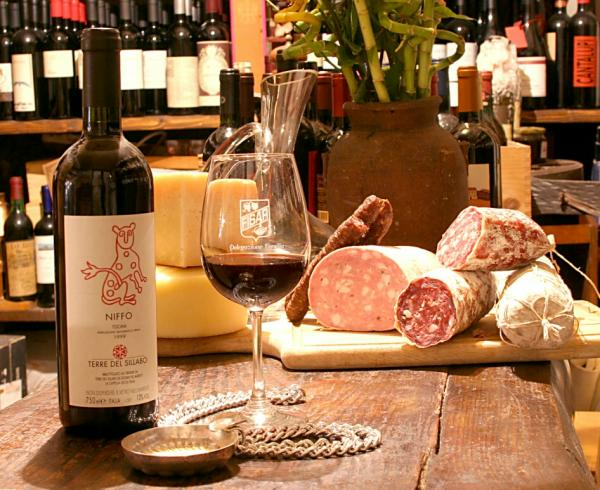
Salami Ý

Salami là một loại xúc xích dạng khối được làm từ thịt động vật lên men và sấy khô. Có thể làm từ một loại thịt hoặc nhiều loại trộn lẫn vào nhau (thường là thịt heo, bò). Từ xưa đến nay, Salami đã là món ăn truyền thống phổ biến của người dân miền Nam châu Âu vì có thể được bảo quản tốt ở nhiệt độ phòng từ 30-40 ngày, bổ sung các chất dinh dưỡng tương đương thịt tươi. Salami được sản xuất khắp các nước châu Âu với nhiều chủng loại và mỗi nơi có một hương vị riêng, nhưng nổi tiếng nhất là salami của Ý với hương vị hảo hạng và các công đoạn chế biến công phu.
Chữ "salami" mà chúng ta đang dùng là của tiếng Anh, đây cũng là dạng số nhiều (plural) của tiếng Ý (salame). Người Rumani, Bungari, Thổ Nhĩ Kỳ gọi là Salam; người Hungary gọi là szalámi, người Pháp gọi là saucisson.

## Các loại
Salami có nhiều loại, thông thường được làm từ các loại thịt heo, bò (đặc biệt là thịt bê), thịt nai, gia cầm (thường là gà tây, hoặc các vùng Bắc Ý có Salami ngỗng), thịt lừa và thịt ngựa.
Thành phần gia vị và bổ sung vào thịt có thể là: tỏi, mỡ băm nhỏ, muối, gia vị (thường là hạt tiêu trắng), thảo mộc các loại, rượu vang, giấm...
Người Ý làm salami công phu từ công đoạn chuẩn bị thịt (từ giống động vật bản địa thả hoang trong các khu rừng hạt dẻ), băm nhuyễn, ướp các loại gia vị bổ sung nêu trên cho thấm đều, để lên men trong một ngày đầu, sau đó nhồi vào một lớp vỏ mỏng và dẻo dai (thường là ruột động vật làm sạch), sau đó trải qua các công đoạn lên men tự nhiên trong nhiều ngày, nhiều tháng thậm chí nhiều năm để cho ra đời những sản phẩm hảo hạng.